# Petrovska palača
Petrovska palača (rus. Петровский дворец, Petrovskij dvorec) v ruskem neogotskem slogu na obrobju Moskve je služila kot najjužnejša cesarska popotniška ali palača za počitek ob cesti proti Sankt Peterburgu (zdaj Leningradski prospekt).

## Zgodovina
Po zmagoviti rusko-turški vojni (1768–1774) je Katarina II. leta 1774 odredila gradnjo palače ob cesti med Sankt Peterburgom in Moskvo, da bi se tam lahko sprostili, preden bi prispeli do Kremlja.  Gradnjo je naročila arhitektu Matveju Kasakovu, ki je gradnjo izvedel med letoma 1776 in 1780 skupaj z Vasilijem Bašenovom na mestu zgornjega samostana svetega Petra (imenovanega po metropolitu Pjotru, † 1326) v Belem mestu (Белый город), od koder je Petrovka pripeljala do Kremlja. Katarina je palačo Petrovski obiskala šele leta 1787. Pavel Ruski je ostal tukaj ob vstopu v Moskvo leta 1797. Tu so se ustavili tudi vsi njegovi nasledniki pred ustoličenjem.
Med vojno leta 1812 je bil Napoleon v času požaru v Moskvi štiri dni v palači Petrovsk, saj so se mu med gledanjem plamenov zažgali lasje. Puškin je temu dogodku posvetil verz v Jevgenij Onjeginu. Po Napoleonovem pobegu je palača propadla. Restavratorska dela so se začela šele pod Nikolajem I. in so trajala več kot 10 let pod vodstvom arhitektov Nikolaja Šohina in Alekseja Martinova. Moskovski guverner Aleksander Bašilov je v 1830-ih pred palačo Petrovsk zgradil park. Giuseppe Angelo Artari (iz družine Artari-Colombo v Arognu) je poslikal okrogel obok. Tu je začasno živel Lermontov.
Med praznovanjem ustoličenja Nikolaja II. leta 1896 je ta v palači Petrovski sprejel delegacijo poljskih kmetov in varšavskih plemičev. Istega dne, 18. maja 1896, naj bi ljudem na Hodinskem polju (rusko Ходынское поле, Hodinskoje pole) delili darila, čaše z zlatim kovancem, pri čemer je nastal množični stampedo v katerem so do smrti pohodili 1389 ljudi in še 1300 je bilo ranjenih.
Leta 1920 je palačo Petrovsk prevzela Vojnoletalska inženirska akademija Žukovski. Med nemško-sovjetsko vojno je bila akademija evakuirana v Sverdlovsk (danes Jekaterinburg), medtem ko je palačo Petrovsk uporabljal štab Zračnih sil dolgega dosega.
Palačo Petrovsk od leta 1997 upravlja mesto Moskva. Leta 1998 so na pobudo Jurija Lužkova začeli obnovitvena dela, da bi jo lahko uporabljali kot moskovsko mestno gostišče za tuje delegacije in kot luksuzni hotel. Obnovljena Petrovska palača je bila odprta leta 2009. Poleg hotelske dejavnosti so tu še restavracija Karamsin, bazen, savna in tiskovni center. Moskovski mestni muzej ponuja oglede. Koncerti orgel in komorne glasbe ter romantični večeri se odvijajo v kupolasti dvorani s 150 sedeži.
Leta 2015 je Centralna banka Ruske federacije izdala srebrni kovanec za 25 rubljev s palačo Petrovsk v seriji ruskih arhitekturnih spomenikov.

## Аrhitektura
Arhitekt Matvej Kazakov, ki ni nikoli potoval zunaj Rusije in nikoli ni obiskal Sankt Peterburga, je uspel ustvariti edinstven arhitekturni kompleks, ki združuje neogotske značilnosti (stebre na glavni fasadi) in motive srednjeveške ruske arhitekture (apnenčasti ornament na opečnih stenah). Anglež William Kent je ustvaril svojevrsten neogotski slog, v katerem so bili dekorativni elementi, značilni za arhitekturo poznega srednjega veka, razporejeni v skladu s proporci klasicizma. 
Čeprav jasno opredeljeni pedimenti in mansarde ustvarjajo razdrobljeno podobo, je videz poenoten zaradi velike kupole nad rotondo s svetlimi štukaturnimi okraski v središču kompleksa. Laminirana okna v bobnu kupole osrednje okrogle dvorane, po vzoru evropskih gotskih cerkva, razpršijo svetlobo in osvetlijo celoten prosotr. Okoli glavne dvorane so bile štiri kvadratne vhodne dvorane, namenjene slovesnostim. Tloris palače je vseboval tudi bočna krila s stolpiči, ki segajo od glavne fasade do nizke polkrožne prometne površine z dvema stražnima stolpoma na vhodnih vratih. Zobati stolpi, ki krasijo stavbe in dvoriščno ograjo, dajejo kompleksu videz utrdbe in bojarskega posestva iz 17. stoletja. Čeprav je bila palača narejena pretežno v neogotskem slogu, značilnem za takratne primestne stavbe, je barok močno vplival na notranjo in zunanjo zasnovo, to je še posebej opazno na primeru oken, ki obdajajo kupolo. Kazakov je v sosednji park dodal še šesterokotni stolp, ki spominja na muslimanski minaret. Takšen slogovni eklekticizem je v mnogih pogledih napovedoval razvoj ruskega sloga konec 19. stoletja.
Iz gradiva Ekspedicije kremeljske strukture je razvidno, da je bilo pri gradnji palače vpleteno veliko tujih mojstrov, med njimi tudi avstrijski kipar Johann Just, ki je bil osebni znanec s Kazakovom, in se je ukvarjal z najkompleksnejšimi zunanjimi in notranjimi dekorativnimi deli. Njegov je bil kiparski okras okrogle dvorane, korintski kapiteli, girlande in nekateri drugi okrasni elementi. Ruski obrtniki so izvajali izkopna dela, prav tako pa so se v gradbeništvu ukvarjali predvsem z ustvarjanjem kupole in prekritjem z železom.
Johann Just je zaključil dekorativna dela na prostem oktobra 1778. Nedavne študije restavratorjev so pokazale, kako je izgledal sodobni keramični dekor. Kupola je bila prekrita z belimo kositrnimi ploščami, za strehe so bile uporabljene rdeče ploščice, za stene in strehe nad stopnišči glavne dvorane pa ploščice, ki vizualno izgledajo kot pozlačene. Zunanje stene, pa tudi girlande, so obarvali z rdečim minijem in cinabaritom; vogale med etažami, ploščami in fialami - v rumenkasto-roza barvi, stebre in polstebre - v globoko roza barvi. Stene prostorov, kupola Okrogle dvorane in glavno stopnišče so bili uokvirjeni s štukaturami. Posebej velja opozoriti na mavčne portrete, ki na stenah dvoran prikazujejo ruske kneze od Rurika do Vladimira: izdelal jih je Just na podlagi podobnih portretov Fedota Šubina za palačo Češmenski v Sankt Peterburgu. To se simbolično nanaša na zmagovite pohode ruskih knezov v Bizanc.
Petrovska palača je slogovno in simbolno podobna kompleksu Hodinski, ki je bil tudi postavljen v čast zmage Rusije nad Turčijo v vojni 1768–1774. Elementi dekorja palače simbolizirajo bogastvo, obilje, monumentalnost, nedotakljivost in veličino države.